# サクラコン
サクラコン（Sakura-Con）は、ワシントン州シアトルにあるシアトルコンベンションセンターで、毎年3月か4月に3日間にわたって開催されるアニメコンベンション。
伝統的に復活祭の週末に開催されており、アメリカ北西部で最大のアニメコンベンションとなっている。アジア・ノースウエスト文化教育協会（ANCEA）のボランティアが運営している。